# پوزماهی
پوزماهی (نام علمی: Zaprora silenus) نام یک گونه از راسته سوف‌ماهی‌سانان است.